# 蘇永欽
蘇永欽（1951年3月28日—）是中華民國法律學者、政治人物，中國國民黨籍。現任國立政治大學法學院講座教授、中華民國憲法學會理事長，曾任司法院副院長、大法官、國家通訊傳播委員會主任委員、國民大會代表、行政院公平交易委員會副主任委員、政大法學院院長等職務。

## 早年
蘇永欽出生於宜蘭縣，籍貫浙江省杭州市。就學於老松國小、臺北市立萬華國民中學、臺北市立建國高級中學、國立臺灣大學法律系，1972年大學畢業，1981年取得德國慕尼黑大學法學博士學位。他與中華民國第12、13任總統馬英九是高中及大學同學。

## 學術生涯
- 國立政治大學法律系教授
- 法學院院長兼法律系主任
- 國立政治大學法學院公法中心主任

## 從政經歷
在李登輝執政期間，曾銜命前往遊說陶百川接受修憲，未果但頗獲重用，並對堅持護憲的憲法耆宿胡佛批判尤烈。1996年擔任行政院公平交易委員會副主任委員，亦曾任行政院新聞局法規委員會、訴願委員會委員。
1997年5月8日馬英九辭去政務委員後向國立政治大學法學院提出教職申請，然而申請已在三月底截止，法學院為此召開臨時院務會議通過受理申請，並將申請截止日期為延長到五月底，政治大學法學院教授許玉秀和陳惠馨撰文《特權很難反省》，批評前院長蘇永欽等為馬破例的特權問題，文中強調「往後至少政大法律系所公告的期限再也很難取信於人」。
2006年2月國家通訊傳播委員會成立，當時規定其委員按立法院政黨比例選出。蘇永欽受當時最大在野黨中國國民黨推薦，出任首位國家通訊傳播委員會主任委員，2008年7月31日卸任。

### 司法院副院長
2010年8月24日，蘇永欽受總統馬英九提名為司法院副院長暨大法官，民間司改會對其評價是「非常不適任、非常不推薦」，雖有專業能力，但曾多次提出支持威權、壓縮民主與人權的意見，道德也有嚴重瑕疵：例如違背程序正義，護航馬英九到政大法律系任專任教授等。同年10月8日立法院行使人事同意權，獲73票贊成出任司法院副院長；於10月13日上任。2016年7月12日，司法院副院長蘇永欽砲轟民主進步黨立法院黨團總召柯建銘阻礙觀審制。柯建銘反駁，這種「只讓你看，不讓你判」的假改革距離人民期待太遠毫無學理基礎。

## 個人生活
蘇永欽與大學同學彭鳳至結婚。國家通訊傳播委員會爭議釋憲時，彭鳳至即因蘇永欽擔任該會主任委員而迴避。
兄長為前國安會秘書長蘇起；其女為蘇卓馨為國立政治大學外交學系副教授。

## 榮譽
- 行政院國家科學委員會傑出研究獎，1994年、1998年
- 政大傑出研究講座教師，2001年、2002年

### 中华民国勋章奖章
- 一等功绩奖章（行政院，2008年8月21日颁发[3]）

## 著作
- 《聯合政府：台灣民主體制的新選擇？》（主編），新台灣人文教基金會2001年出版，ISBN 957-30797-1-2
- 《國會改革：台灣民主憲政的新境界？》（主編），新台灣人文教基金會2001年出版，ISBN 957-30797-5-5
- 《政府再造：政府角色功能的新定位》（主編），新台灣人文教基金會2002年出版，ISBN 957-30797-7-1
- 《地方自治：落實人民主權的第一步》（主編），新台灣人文教基金會2002年出版，ISBN 957-30797-8-X

## 外部連結
| 中華民國政府職務 | 中華民國政府職務                                              | 中華民國政府職務 |
| ---------------- | ------------------------------------------------------------- | ---------------- |
| 行政院           |                                                               |                  |
| 首任             | 國家通訊傳播委員會主任委員 第一屆 2006年2月22日－2008年8月1日 | 繼任： 彭 芸     |
| 司法院           |                                                               |                  |
| 前任： 謝在全    | 司法院副院長 第十六任 2010年10月13日－2016年9月30日           | 繼任： 蔡烱燉    |